# James Burbage
James Burbage (Londra, 1531 – 1597) è stato un attore teatrale, direttore teatrale e imprenditore britannico.

## Biografia
Nato forse a Stratford-upon-Avon, padre dell'attore Richard Burbage, svolse inizialmente l'attività di falegname prima di iniziare a recitare. Divenne membro della The Lord Chamberlain's Men, fu membro a sua volta dei Leicester's players, compagnia teatrale di cui fu anche capocomico dal 1574. La sua vena imprenditoriale lo spinse alla costruzione di tre teatri nella Londra elisabettiana: nel 1576 eresse The Theatre, l'anno dopo The Curtain e nel 1596 il Blackfriars Theatre. Questa sua iniziativa merita di essere evidenziata visto che fu il primo a realizzare un teatro dai tempi degli antichi romani, seppure alla periferia della città, che potesse ospitare le Compagnie di attori, costrette fino ad allora, ad esibirsi nei cortili delle locande. Quindi Burbage fondò il primo teatro stabile inglese, il già citato The Theatre.
Burbage dimostrò una tenacia mirabile visto che già nel 1567, assieme al parente John Brayne tentò di ergere una struttura teatrale, il Red Lion nel Mile End, ma l'impresa non superò il primo anno di vita.
Burbage e la sua famiglia, dal 1576 vissero nella residenza di Halliwell Street. La numerosa famiglia era completata dalle figlie  Alice (1576), Joan (1582) ed Helen (1595), oltreché da due figli maschi. Richard, che divenne un attore famoso, dato che fece costruire il celeberrimo Globe Theatre, passato alla storia come il teatro di cui fu comproprietario Shakespeare. Richard Burbage ebbe l'onore di interpretare numerose opere scritte dal grande drammaturgo inglese, qualcuna addirittura scritta proprio su misura, come ad esempio la parte di Amleto. Anche l'altro figlio maschio, Cuthbert, seguì le orme del padre assumendo il ruolo di direttore teatrale.